# 多爾頓 (明尼蘇達州)
多爾頓（英語：Dalton）是一個位於美國明尼蘇達州奧特泰爾縣的城市。

## 歷史
多爾頓於1882年設立，得名自其建立者奧勒·C·多爾（Ole C. Dahl），1905年升格為城市。多爾頓的郵局自1882年起營運至今。

## 人口
根據2020年美國人口普查的數據，多爾頓的面積為0.61平方千米，皆為陸地。當地共有人口215人，而人口密度為每平方千米352人。